# ناحیه دیر
ناحیه دیر (به انگلیسی: Dir District) یک ناحیه در پاکستان است. ناحیه دیر ۵٬۲۸۲ کیلومتر مربع مساحت و ۱٬۳۷۳٬۷۱۰ نفر جمعیت دارد.